# (2628) Kopal
(2628) Kopal (1979 MS8) – planetoida z pasa głównego asteroid okrążająca Słońce w ciągu 4,96 lat w średniej odległości 2,91 j.a. Odkryta 25 czerwca 1979 roku.